# Глданская тюрьма
Глданская тюрьма (груз. გლდანის ციხე) — тюрьма и следственный изолятор на северной окраине Тбилиси, в районе Глдани. Официально называется пенитенциарным учреждением №8.
Построена в 2008 году. Это самая большая тюрьма в Грузии, в ней содержится около четырех тысяч человек. Опубликование видеозаписи пыток в этой тюрьме в сентябре 2012 года привело к протестам и к отставке министра исполнения наказаний и правовой помощи Грузии Хатуны Калмахелидзе.